# 宽语
宽语是老挝一种台语。其在台语支内部相当边缘，難於分類。這很有可能是由於人口迁徙而形成的語言。目前被視為與壯語諸多方言同等地位的北傣語成員之一。